# Sarah Chang
Sarah Chang (tiếng Hàn Quốc: 장영주; tên khai sinh Chang Young-joo; sinh 10 tháng 12 năm 1980) là một nghệ sĩ vĩ cầm cổ điển người Mỹ gốc Hàn Quốc. Được công nhận là thần đồng, lần đầu tiên cô chơi với tư cách nghệ sĩ độc tấu với New York Philharmonic và Philadelphia Orchestra vào năm 1989. Cô đăng ký học tại Trường Juilliard để học nhạc, tốt nghiệp vào năm 1999, và tiếp tục học đại học. Đặc biệt trong những năm 1990 và 2000, Chang đã đảm nhận vai trò nghệ sĩ độc tấu chính với nhiều dàn nhạc lớn trên thế giới.

## Thời trẻ và học vấn
Chang sinh ra ở Philadelphia, Pennsylvania, và lớn lên ở Cherry Hill và Voorhees Township, New Jersey. Cô là con gái của Myoung-Jun, một nhà soạn nhạc và Min-Soo Chang, một nghệ sĩ vĩ cầm và giáo viên âm nhạc.  Cha mẹ của Chang chuyển đến Hoa Kỳ từ Hàn Quốc vào năm 1979 để nghiên cứu và lấy bằng cấp cao về âm nhạc của cha cô tại Đại học Temple. Mẹ cô đã theo học các lớp sáng tác tại Đại học Pennsylvania. Chang đã nói rằng mặc dù cô "chưa bao giờ thực sự sinh sống ở Hàn Quốc... tôi vẫn cảm nhận rất mạnh mẽ rằng đó là cội nguồn của tôi." Em trai cô Michael (sinh năm 1987) tốt nghiệp Đại học Princeton.